# HMS Penn (G77)
«Пенн» (G77) (англ. HMS Penn (G77) — військовий корабель, ескадрений міноносець типу «P» Королівського військово-морського флоту Великої Британії за часів Другої світової війни.
«Пенн» закладений 26 грудня 1939 року на верфі компанії Vickers-Armstrongs у Ньюкасл-апон-Тайні. 10 лютого 1942 року увійшов до складу Королівських ВМС Великої Британії.
Есмінець взяв активну участь у бойових діях на морі в Другій світовій війні, бився в Атлантиці, біля берегів Англії, у Середземному морі та на Тихому океані біля берегів Голландської Ост-Індії й Бірми, супроводжував атлантичні та мальтійські конвої та підтримував висадку військ в операціях «Смолоскип», «Хаскі», «Слепстік» та «Аваланч». За проявлену мужність та стійкість у боях бойовий корабель заохочений вісьмома бойовими відзнаками.

## Бойовий шлях

### 1942
Після введення до строю британського флоту першим завданням есмінця стало супроводження лінкора «Родні» до Фрітауна, де готувався до переходу конвой WS 19. 19 червня 1942 року «Пенн» разом з «Дервент», «Патфайндер» та «Квентін» супроводжував конвой WS 19 з Фрітауна до Кейптауна, а в кінці місяця вийшов на супроводження лінкорів «Нельсон» та «Родні», що повертались до берегів Британії.
2 серпня 1942 року есмінець увійшов до складу сил, що вийшли з Клайду на проведення надскладного і стратегічно важливого конвою WS 21S з Гібралтару на Мальту. 9 числа «Пенн» включений до з'єднання X на чолі з крейсерами «Каїр», «Кеніа», «Найджеріа» та «Манчестер».
З 9 по 15 серпня 1942 року есмінець активно діяв у супроводі сумнозвісного конвою WS 21S, який йшов з Гібралтару до обложеної Мальти. До складу ескортної групи конвою під командуванням віцеадмірала Едварда Сіфрета входили 2 лінкори, 4 ескадрених авіаносці, 7 крейсерів і 32 есмінці. Ескортне з'єднання вважалося найпотужнішим за всю війну, що виділялося на супровід конвою. Британське адміралтейство повністю усвідомлювало, що доля острова залежить від того, скільки транспортів добереться до острова. Особливо важливим був американський танкер «Огайо», зафрахтований міністерством військових перевезень і укомплектований британською командою.
Під час проведення конвою WS 21S під постійними атаками німецьких та італійських кораблів, підводних човнів, торпедоносців та бомбардувальників конвой втратив один авіаносець, 2 легких крейсери, ескадрений міноносець та дев'ять торговельних суден з чотирнадцяти. Ще 1 авіаносець і 2 легких крейсери були пошкоджені внаслідок безперервних нападів.
12 серпня екіпаж «Пенн» з «Брамгам» рятував постраждалих з затопленого судна MV Empire Hope. Ввечері того ж дня, підводний човен італійського Королівського флоту «Аксум» зробив залп чотирма торпедами по суднах конвою, проте вразив відразу три цілі: флагман конвою «Нігерія» і крейсер ППО «Каїр» дістали серйозних пошкоджень від ураження торпедами, «Каїр» довелося затопити. Адмірал переніс прапор на есмінець і відправив «Нігерію» повзти назад до Гібралтару. Ще одна торпеда влучила в американський танкер SS Ohio, моряки якого були передислоковані на «Пенн». Есмінець у взаємодії з «Брамгам» та тральщиком «Рай» тягнули постраждалий танкер до Великої гавані Валлетти. Згодом їм на допомогу підійшов есмінець «Ледбарі».
13 серпня 1942 року британським морякам довелося рятувати членів екіпажу американського судна SS Santa Elisa. 15 серпня есмінець з іншими вцілілими бойовими кораблями конвою на Мальту повернувся до Гібралтару, а незабаром до Англії.
У жовтні «Пенн» вийшов до 3-ї флотилії есмінців у Гібралтарі, що готувалася до висадки союзних військ у Північну Африку, куди він незабаром відбув разом з ескадреними міноносцями «Пантер», «Патфайндер», «Поркьюпайн» та «Партрідж». 3 листопада група прибула до Гібралтару, де у складі Східного ударного угруповання, куди входили лінкори «Дюк оф Йорк», «Нельсон», «Родні» та авіаносці «Вікторіос» й «Формідабл», екіпаж есмінця готувався до проведення масштабної висадки морського десанту в районі поблизу Алжиру.
8 листопада з початком вторгнення союзників до Французької Північної Африки, «Пенн» разом з іншими 12 есмінцями забезпечував прикриття ударної групи флоту з лінкорів «Дюк оф Йорк», «Родні», лінійного крейсера «Рінаун», авіаносців «Вікторіос», «Ф'юріос» й «Формідабл», крейсерів «Бермуда», «Аргонаут», «Сіріус», що артилерійським вогнем своєї артилерії забезпечували підтримку військам, котрі висаджувались на берег.

### 1943
25 січня 1943 року «Пенн» з «сістер-шипами» «Пантер», «Патфайндер» та «Айлкес», «Голкомб» вийшов до Атлантичного океану і далі до Фрітауна для супроводу авіаносця «Іластріас», що повертався з Індійського океану до Гібралтару. В подальшому есмінці супроводжували авіаносець до Англії.
З 15 березня 1943 року «Пенн» з есмінцями «Оффа», «Імпалсів» і «Пантер» були передані до 3-ї групи підтримки в Командуванні Західних підходів, коли загострилась обстановка з Атлантичними конвоями, що піддавались постійним нападам німецьких «вовчих зграй». Проводив з Ньюфаундленда транспортні конвої ONS 5 та SC 128 в умовах загрози нападу «вовчих зграй» «Фінк» та «Амсель».
9 липня 1943 року есмінець з крейсером «Дідо» і есмінцями «Джервіс», «Пантер», «Патфайндер», «Паладин» і «Пітард» прикривав лінкори «Кінг Георг V» і «Хау», що розгорнулися південніше Сардинії для прикриття зони висадки від можливих дій італійського надводного флоту.
З 16 на 17 жовтня 1943 року «Пенн» разом з «Джервіс» потопили німецький мисливець за підводними човнами UJ-2109 неподалік від острову Калімнос. 7 листопада з «Патфайндер» потопили німецький корабель-пастку GA45 біля Аморгос.

### 1944
Після закінчення активної фази боїв біля берегів Франції, есмінець продовжував патрулювання та супроводження конвоїв у східному Атлантичному океані, з вересня визначений до переведення на Тихий океан до складу Східного флоту. У січні 1944 року здійснив похід на Далекий Схід.
З Ємену корабель вийшов до Індійського океану та 15 квітня прибув до Тринкомалі на Цейлоні разом з есмінцями «Патфайндер», «Паладин» і «Пітард», на базі їх включили до складу 11-ї флотилії. У лютому проводились роботи з відновлення боєздатності корабля.
19 квітня 1944 року есмінець взяв участь у повітряно-морській операції з підтримки бомбардування авіаносною авіацією союзників (оперативні групи 69 та 70) важливих цілей — об'єктів нафтової промисловості — на окупованій японськими військами території острову Сабанг (північніше Суматри).
З 16 на 17 травня «Пенн» залучався до чергової масштабної військової операції із завдавання ураження японським об'єктам у Сурабаї. 6 травня 65-та оперативна група Східного флоту під командуванням адмірала Дж. Сомервілля вийшла з Тринкомалі й попрямувала в бік Голландської Ост-Індії. Одночасно 66-та оперативна група віцеадмірала А. Пауера вийшла з Коломбо.
У серпні 1944 року визначений таким, що потребує капітального ремонту. У вересні вийшов до берегів Англії. З 20 вересня 1944 по січень 1944 року на регламентних роботах та ремонті в Чатемі.

### 1945
2 лютого 1945 року, після завершення ремонту та ходових випробувань, есмінець «Пенн» вийшов у похід до Цейлону з проміжними зупинками у Гібралтарі, в Адені. 15 квітня прибув до Тринкомалі на Цейлоні, де приєднався до кораблів 10-ї флотилії «Ротердам», «Тартар» і «Верулам».
28 квітня 63-тя оперативна група бойових кораблів союзників вийшла до Андаманських та Нікобарських островів для зачищення прилеглих акваторій від японських надводних сил.
15 червня 1945 року він разом з «Паладин» затопив японське десантне судно північно-західніше Суматри.